# Anche le scimmie cadono dagli alberi
Anche le scimmie cadono dagli alberi è il primo album in studio del cantautore italiano Mobrici, pubblicato il 19 novembre 2021 per l'etichetta Maciste Dischi.

## Tracce
Testi di Mobrici.
1. Povero Cuore – 3:18
2. Scende – 2:32
3. Anna Meraviglia – 2:46
4. Un Bacio – 2:18
5. 20 100 – 3:18
6. Tassisti Della Notte – 3:46
7. La Fine – 4:02
8. Canale 5 – 2:16
9. Amici Così – 3:44
10. Cantautore – 2:59
11. TVB – 3:01

Durata totale: 34:00

## Classifiche
| Classifica (2021) | Posizione massima |
| ----------------- | ----------------- |
| Italia            | 53                |